# Автомагістраль А21 (Франція)
Автомагістраль A21 — безкоштовна автомагістраль на північному заході Франції, також відома як Rocade Minère. Має 57,6 кілометрів довжини.

## Історія
Відкрита в 1971 році, автомагістраль A21 спочатку була створена для з'єднання автомагістралі A1 на розв'язці Енен-Бомон-Ленс з містом Ленс в Па-де-Кале. Андре Делеліс стояв за створенням автостради, щоб відкрити Lens2. Він був покликаний розвантажити затори в кількох містах гірничодобувного басейну Па-де-Кале між містами Ленс і Енен-Бомон, які перетинала траса N43.
Потім автомагістраль було розширено в напрямку Льєвіна, що скоротило час у дорозі на захід від вугільного родовища, а потім у 2009 році в напрямку A2 Валансьєн і Камбре, поглинувши дорогу N455, яка поступово модернізувалася до стандартів автомагістралі з 1993 року.
У 2016 році західний кінець був виведений з експлуатації на ділянці приблизно 600 м і приєднаний до D 301, щоб забезпечити подвоєння мосту через A26. Цей перехрестя був вузьким місцем з 2х1 смугою руху між автомагістралями A21 та D301. Це пониження класу перенесло початок автомагістралі з муніципалітету Екс-Нулет до муніципалітету Бюллі-ле-Мін.  

## У будівництві
Оновлення N455 між Флер-ан-Ескреб'є та Пеканкур, що є північною об'їзною дорогою Дуе.

## Запропоновано
Оновлення N455 між Пеканкур і Душі-ле-Мін і A2.